# Río Reñileuvú
Río Reñileuvú är ett vattendrag i Argentina.   Det ligger i provinsen Neuquén, i den sydvästra delen av landet, 1 100 km väster om huvudstaden Buenos Aires.
Omgivningarna runt Río Reñileuvú är i huvudsak ett öppet busklandskap. Trakten runt Río Reñileuvú är nära nog obefolkad, med mindre än två invånare per kvadratkilometer.